# 老埤老祖祠
22°38′03″N 120°36′02″E / 22.634281°N 120.600598°E
老埤老祖祠，是位於臺灣屏東縣內埔鄉老埤村的馬卡道族廟宇。

## 沿革

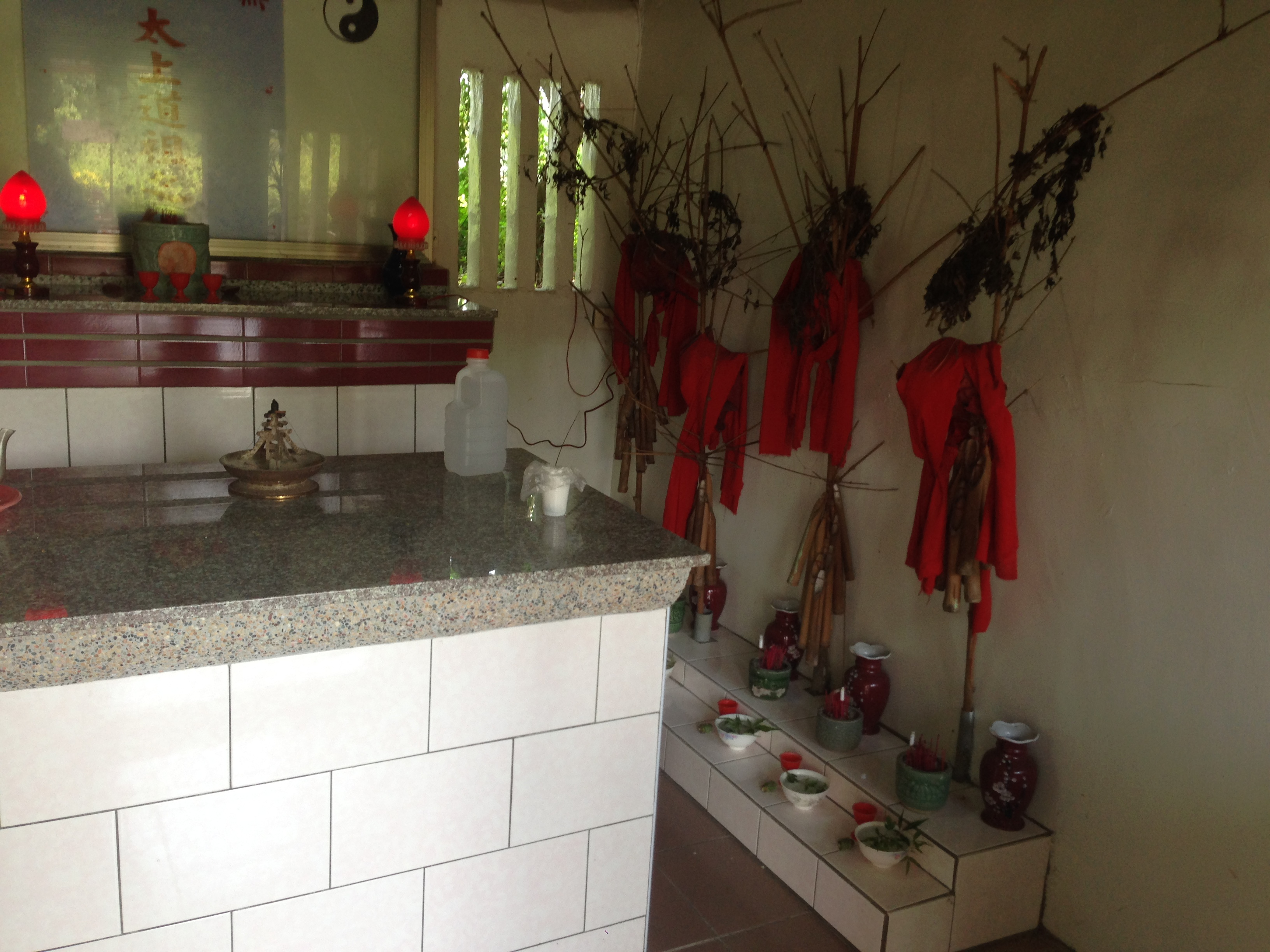
祀壺與碗

據住在老埤村統領巷、被稱為「斗籠頭人」的祭祀者潘清標表示，為二次大戰後為收容被棄祀的祀壺，遂在庄頭北方建立此祠。1992年，因牆壁滲水，眾人整修，於同年十月完工。
2015年5月，屏東縣政府決議將此祠登錄為屏東縣文化資產。文資所表示老埤老祖祠兩旁可以看見福佬人福德廟與客家人的伯公廟，不同族群的廟比鄰而立，深具族群融合意義。

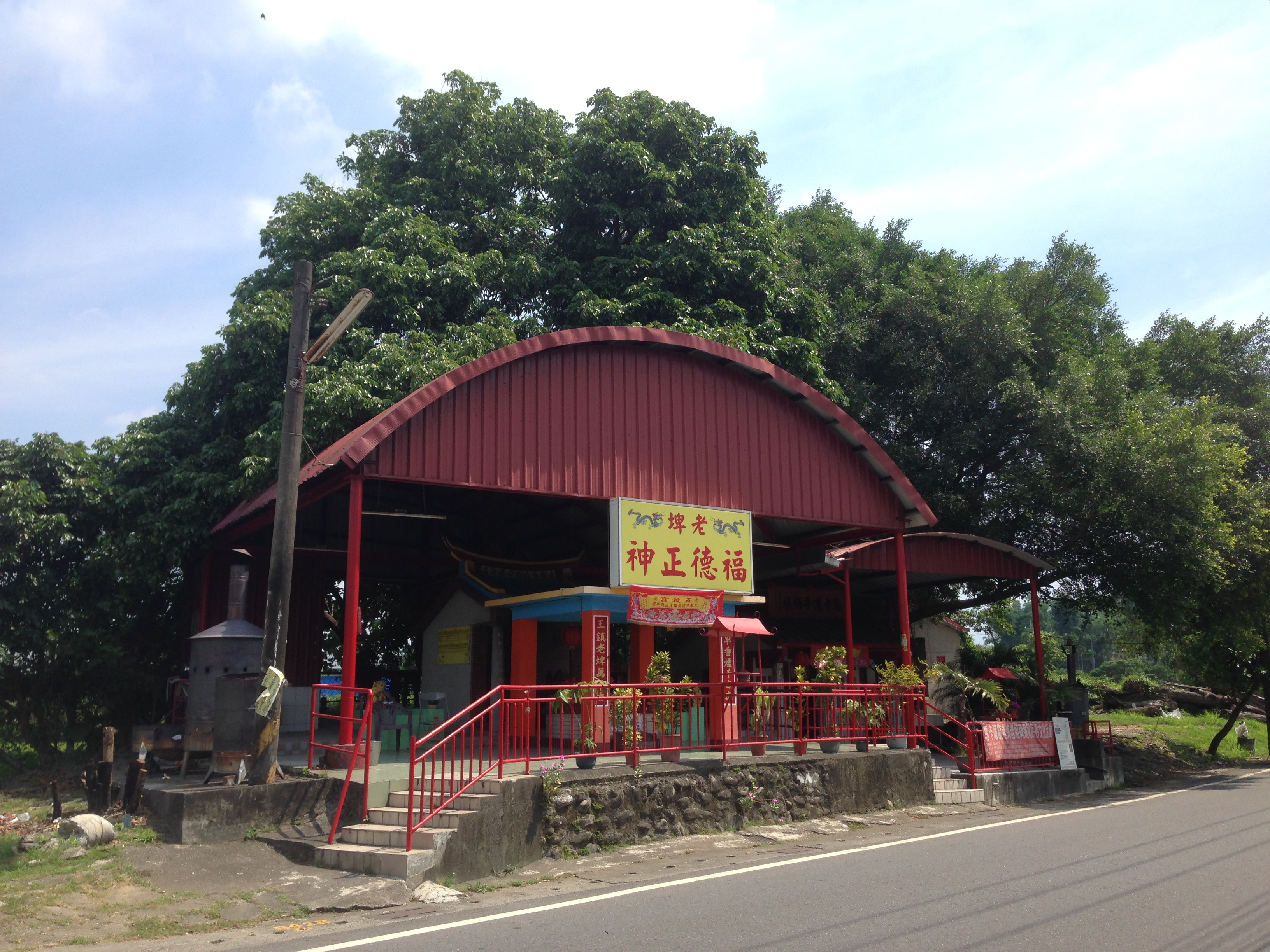
老埤老祖祠右旁為庄頭土地廟；左旁為祠後面農場主人設立的田頭土地公。

## 祭祀

### 供奉神祇

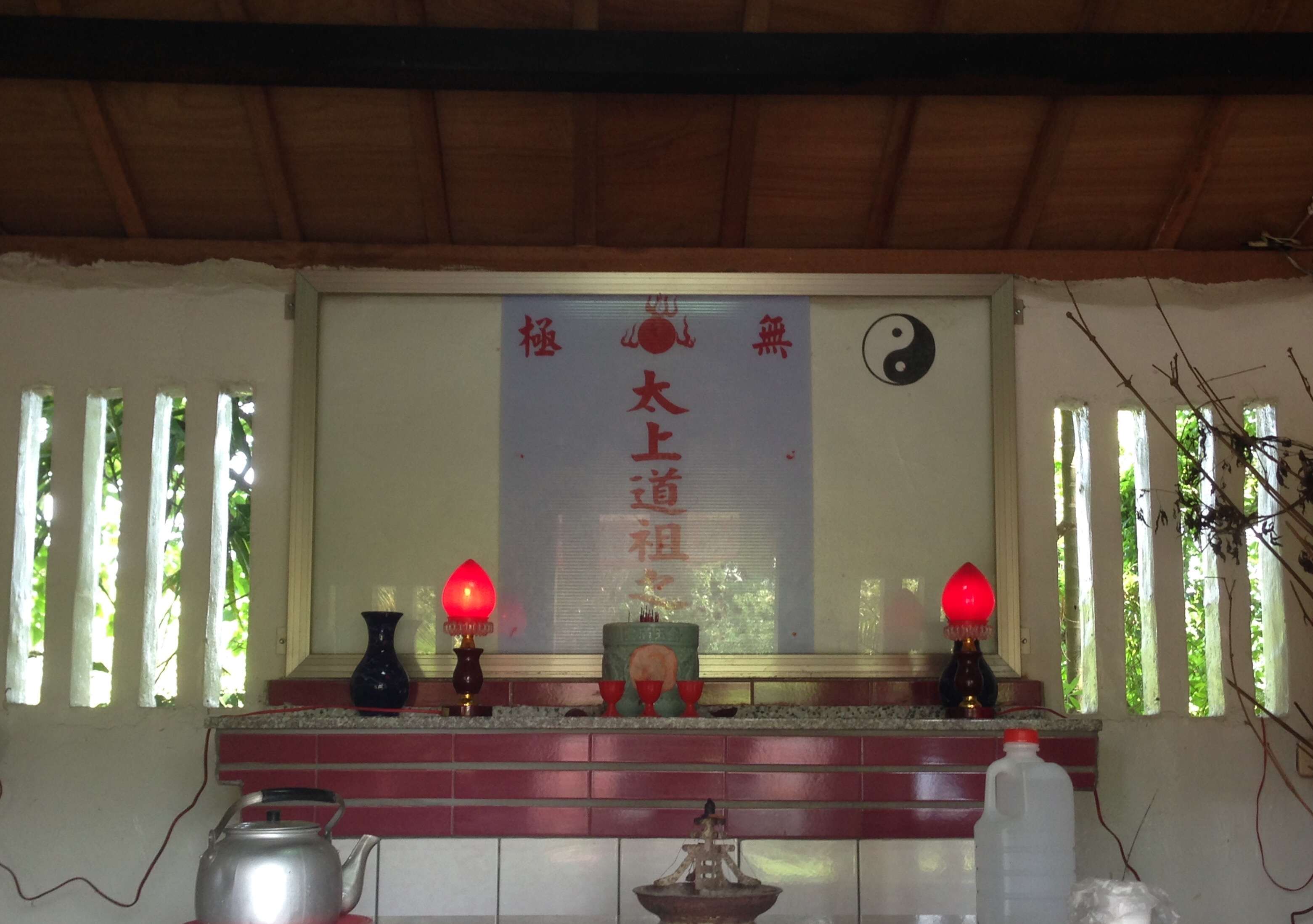
牌位

潘清標參與在建廟時，不知道祀神要叫什麼名字，就自己起乩說要寫「太上道祖」，遂神明的牌位如此命名。
民俗學家劉還月從內埔縣道187號尋訪嘉慶君廟時，在老埤村交叉路不遠處無意發現此祠與另外兩座小祠聚在一起。當時，該祠神案除五個香爐別無一物，左側立了掛有許多紅布、有枝有椏的竹子。他本誤以為香爐是代表祭拜老祖或太祖五姐妹，竹子則是將軍柱。
廟在整修後，五個香爐被去除，改放有裝有九芎葉、清水的碗。潘榮科對劉還月解釋這些碗是祀壺的變體。
文史工作者蔣世嬪在追蹤高雄市大社區嘉誠村加納崎地區平埔原住民由來時，來到老埤村作田野調查。受訪的當地婦女潘胎表示不知道什麼是阿立祖，村人信仰中心為農歷十月十五日生日的五穀先帝，該日，族人也會在老祖祠祭拜。

### 夜祭趒戲
趒戲的場所是建廟前的老埤村五穀廟。

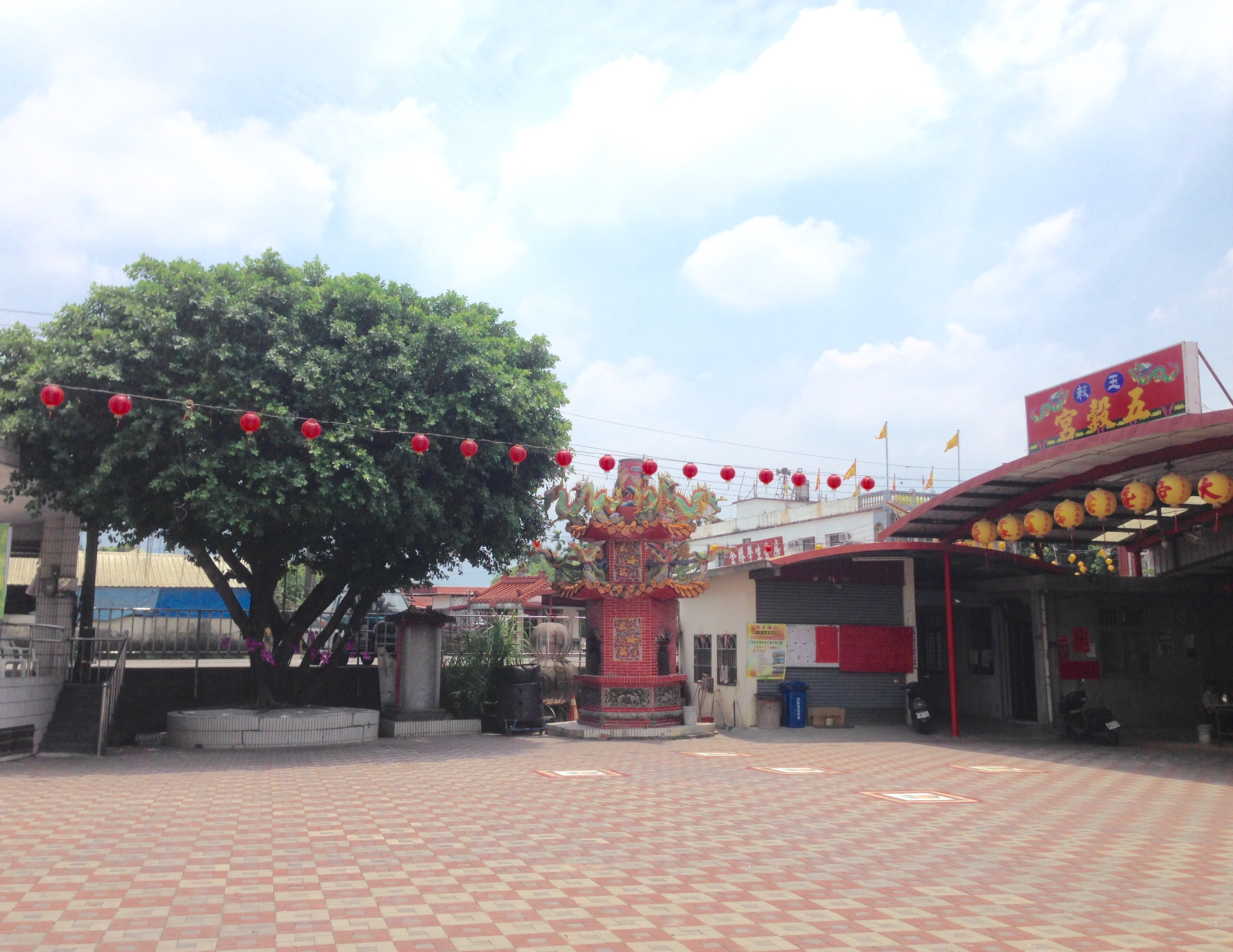
老埤五穀廟與奉憲封禁古令埔碑

從老埤村五穀廟旁搬到屏東市的葉黃辛妹，對劉還月講述絕跡多年的趒戲。她出生於昭和年代，本身是漢族客家人，卻因家境不好被平埔原住民收養，在十五歲時被選為祭祀少女。祭典上，會有三名身穿白衣紅裙未婚少女參與祭祀，其裙襬會掛有許多銅鈴，頭髮則盤繞在頭上，戴上網狀的頭飾，上面還插滿花。她們會扛著裝著米買、檳榔、豬肉的甕，跟著斗籠頭人、乩童後面輪流祭神。先祭拜豬頭殼，再祭拜其他神。之後參與趒戲的人以祭祀少女為中心，圍成兩圈作趒戲，內圈為女性，外圈為男性。中間的人繼續祭拜，祭祀少女會依乩童的指示，將酒灑在不同地方，以示敬畏祖靈，至此祭祀告一段落，大家一起喝酒、趒戲到夜半，甚至到破曉。
潘清標回憶祭典時斗籠頭人負責打圈子，一邊趒戲一邊唱歌。起初，眾人唱同款，然後分唱一段，最後各自己編，只要能和調便可。趒戲到二次大戰結束後，還有舉辦兩、三次，但後因為沒人要作爐主，所以在庄頭北方建了老祖祠，將沒人要拜的老祖放在該處，趒戲也隨之沒落。
另一停辦的說法是在二十世紀中葉內埔某任村長與村民協議決定不要再當「番」，遂停辦相關活動。
劉還月感嘆雖然農歷十月半會有少數人準備檳榔與米糕來此祭拜，但該祠傳統的祭典與歌謠已消失，想起了文獻上平埔族訓誡子弟的歌曲。後來他此篇報導獲得1990年《中央日報》報導文學獎第三名，但刊出文章的平埔族歌曲被刪。他因此為文抗議，並得到吳密察、王賀白等人聲援。
屏東縣政府於2015年舉行的屏東土地公文化學術研討會，會帶人拜訪此廟、大武力福德宮、車城福安宮等。
2015年11月26日，中斷半世紀的馬卡道走鏢、夜祭在老埤通安路上的此祠復辦。當日屏東縣長潘孟安特別綁上頭巾、手拿聖火，穿上鳳山八社走鏢紀念衫，率領逾百位平埔族，從此祠出發。

## 外部連結
- 平埔馬卡道老祖祠臉書[永久]